# Ulikowo (stacja kolejowa)
Ulikowo – stacja kolejowa w Ulikowie, w województwie zachodniopomorskim, w Polsce. W ciągu doby na stacji zatrzymuje się ok. 30 pociągów Polregio. Stacja ma charakter stacji węzłowej, gdyż kończy się tutaj linia kolejowa nr 403 (Piła Północ – Wałcz – Kalisz Pomorski – Recz – Ulikowo), a także przebiega tutaj linia kolejowa nr 202, łącząca Gdańsk ze Stargardem.

## Ruch pasażerski
| Rok  | Wymiana pasażerska na dobę |
| ---- | -------------------------- |
| 2017 | 20-49                      |
| 2022 | 20-49                      |